# Sopa de letras (alimento)

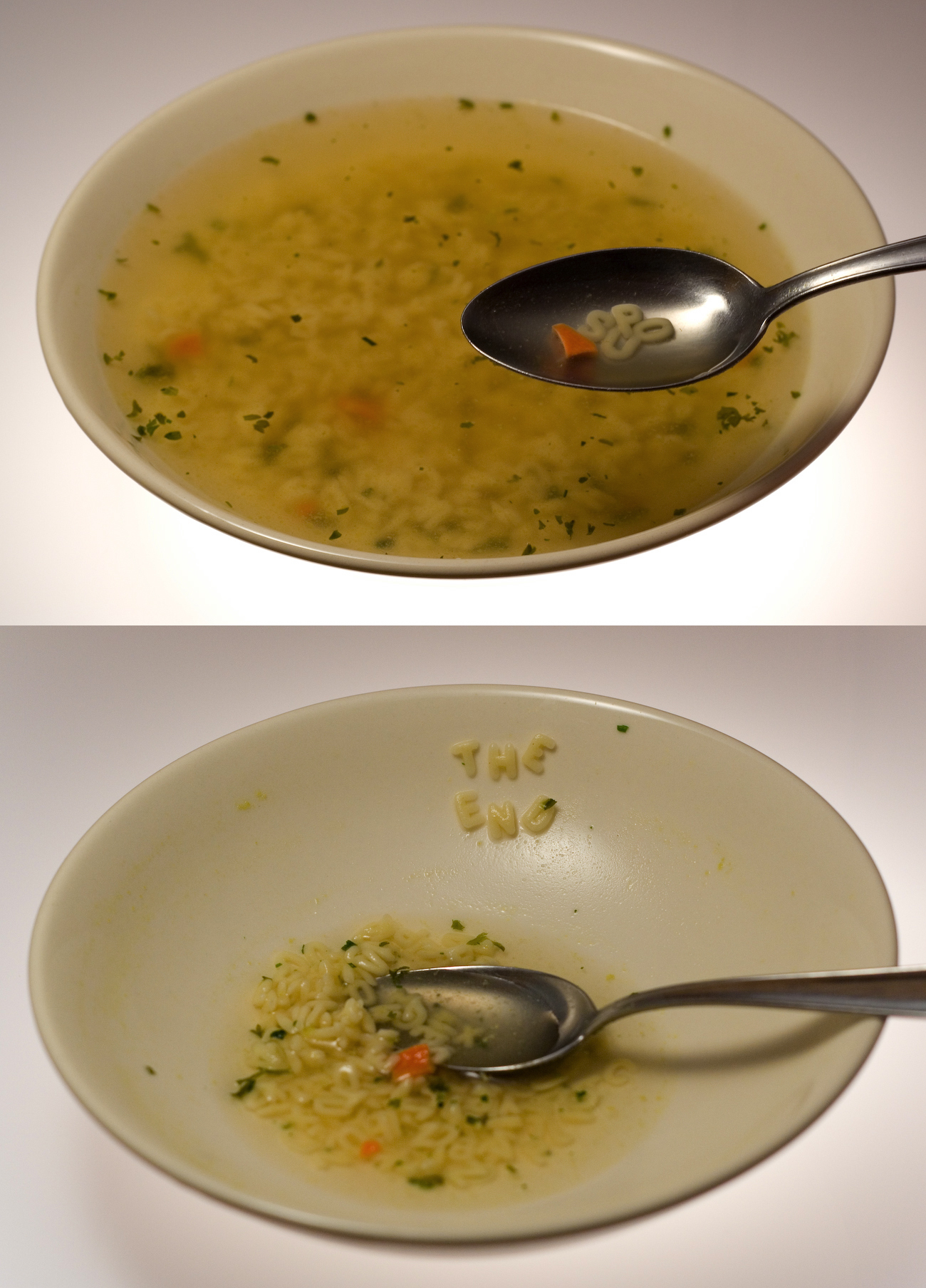
Sopa de letras

La sopa de letras es una receta culinaria cuya característica distintiva, y que a la vez le da nombre, es la pasta con que se prepara, que tiene la forma de las letras del alfabeto y los números del 0 al 9. Se considera una receta pensada para la alimentación de los niños, que de esta forma son motivados al juego educativo destinado al aprendizaje de la lectura mientras comen las sopa. Es un plato corriente que se prepara en muchos países.

## Preparación
Se trata de una sopa de elaboración sencilla. Se suele preparar, igual que otras sopas de pasta, cociendo en caldo de carne, de pollo, de pescado o de verduras la pasta en forma de alfabeto y sirviéndola a continuación.